# Nieheim
Nieheim este un oraș din landul Renania de Nord-Westfalia, Germania.

## Personalități
- Hugo Enomiya-Lassalle (1898-1990), preot catolic și maestru zen